# Raoul Tagliari
Raoul Eduardo Travassos Tagliari (* 15. Juli 1940) ist ein ehemaliger brasilianischer Fußballspieler, der nach seiner Verpflichtung durch den Meidericher SV im Jahr 1964 zu den ersten Brasilianern der Bundesliga zählte.

## Karriere
Tagliari spielte in seinem Heimatland für den CE Aimoré aus São Leopoldo, bevor er im Sommer 1964 vom deutschen Vizemeister Meidericher SV in die Bundesliga geholt wurde. Damit war der damals 24-Jährige an der Seite von Zézé vom 1. FC Köln der erste brasilianische Spieler der Ligageschichte. Als er am 21. November 1964 bei einem 2:0-Sieg gegen den 1. FC Nürnberg sein Debüt gab, konnte er gleich ein Tor erzielen und avancierte damit zum ersten Bundesligatorschützen aus Brasilien.
In der nachfolgenden Zeit wurde er unter Trainer Rudi Gutendorf nur sporadisch aufgeboten, was sich zum Teil auf eine Reihe von Verletzungen zurückführen ließ. Dennoch wurde Tagliari, der nebenbei Zahnmedizin studierte, zum Publikumsliebling beim MSV. Auch in der darauffolgenden Saison spielte er in der Mannschaft kaum eine Rolle, weswegen er ebenso wenig aufgeboten wurde, als Meiderich im DFB-Pokalendspiel 1966 dem FC Bayern München mit 2:4 unterlegen war. Am Ende der Spielzeit 1965/66 verließ er den Verein nach neun Bundesligapartien mit vier Toren wieder und kehrte in sein Heimatland zurück. Dort schloss er sich Grêmio Porto Alegre an. Noch im Ruhestand lebte er in der Metropole Porto Alegre.